# Дравно
Дравно (пољ. Drawno) је град у Пољској у Војводству Западно Поморје у Повјату хошчењском. Према попису становништва из 2011. у граду је живело 2.404 становника.
.

## Становништво
Према прелиминарним подацима са пописа, у граду је 2011. живело 2.404 становника.
| 2002. | 2011. | 2012. |
| ----- | ----- | ----- |
| 2.475 | 2.404 | 2.364 |